# Hans Theilig
Hans Theilig (Amburgo, 12 agosto 1914 – 6 ottobre 1976) è stato un pallamanista tedesco.

## Palmarès

### Olimpiadi
- Oro a Berlino 1936 nella pallamano.